# Амерички муфлон
Амерички муфлон (лат. Ovis canadensis) је типични сисар Стјеновитих планина у западним дијеловима САД, на југозападу Канаде и сјеверозападу Мексика. Дио су рода оваца, а неки зоолози сматрају их, заједно с Далијевим и сибирским сњежним овцама, подврстама дивљих оваца.

## Физичке особине
То су веће и теже животиње од домаће овце, али и од европских дивљих оваца. Крзно сјеверних популација које је љети тамносмеђе, зими изблиједи и постаје сивосмеђе. Код јужних популација, зависно од подручја, крзно је цијелу годину смеђе или свијетло, врло свијетло смеђе.
Оба пола имају рогове. Мужјакови су закренути (110 цм), а женкини равни (30 цм). Муфлон је угрожен због својих рогова који се користе као украс, а теже око 14 кг. Мужјаци се јаким ударањем роговима о рогове боре за превласт. Боре се око женки или око територије. Ти ударци су јако гласни. Муфлон има изврстан вид, који му омогућава да види и најмање покрете у околини; зато га је тешко уловити.

## Понашање
Муфлон је брдска животиња. По узвисинама се креће необично спретно, у скоковима, а живи на планинским ливадама, изнад границе дрвећа. На тим високим подручјима годово да му не пријети опасност од природних непријатеља као што су којоти и пуме. Хране се травом и другим биљем.
Женке с младунцима формирају мала крда од осам до десет јединки, а у ријетким случајевима у та крда могже се окупити и до сто животиња. Млади овнови живе у групама младунаца, а с поодмаклом доби постају самотњаци. Ради размножавања придружују се крду и у борбама с другим овновима покушавају преузети вођство крда, а уз то и право на парење. Масивни рогови преузимају и амортизирају силину удараца у судару рогова супарника, тако да су озљеде у тим борбама врло ријетке. Мужјак с највећим и најјачим роговима на крају превлађује.
Парење се одвија у јесен. Након трудноће од пет до шест мјесеци на свијет долази једно јање. За разлику од европских оваца, двојке су врло риједак изузетак. Јање сиса око пола године, а полну зрелост достиже у старосном узрасту од годину дана. Но, женке се по правилу не паре прије треће године, а мужјаци су тек у доби од око седам година довољно снажни да се изборе за право на парење. Животни вијек им може бити и дужи од 20 година, но овнови у правилу угину пуно прије женки, јер их борбе за парење јако исцрпљују.

## Муфлони и људи
Индијанци Стјеновитих планина цијенили су како месо, тако и рогове муфлона, од којег су израђивали бројне алате и култне предмете.
Прије доласка Европљана канадска је овца (муфлон) бројила око два милиона јединки. Масовни лов довео је до тога да им пријети изумирање. И инфекције које су стигле до њих контактом с домаћим овцама узроковале су смањење популација. Око 1900. године било их је око 60.000 јединки. Иако је лов данас најстроже забрањен, број се још увијек није битно повећао.

## Подврсте
Око 1940. амерички муфлон је дијељен на седам подврста, на основу географских одредница станишта. Та подјела је била важећа док тим истраживача није 1993. спровео истраживање ДНК муфлона. Утврдили су да таква подјела није исправна. Према резултатима тих истраживања, амерички муфлон има само три подврсте:
- из Стјеновитих планина сјеверозападних дијелова САД и Канаде
- , који настањују југозападна пустињска подручја САД и Мексика и
- , који живи само на подручју Сијера Неваде